# Бабкин, Юрий Михайлович
Юрий Михайлович Бабкин — российский учёный в области морской радиолокации, лауреат Государственной премии СССР (1974).

## Биография
Родился 18 марта 1930 года в Москве.
Окончил Московский энергетический институт (1954).
С 1948 года работал в «Альтаире»: техник, старший техник, инженер, старший инженер, ведущий инженер, начальник сектора, ведущий научный сотрудник.

## Научная деятельность
Главный конструктор:
- РЛ системы управления «Муссон» ракетного комплекса УРПК-4 (1972).
- РЛ системы управления «Раструб» ракетного комплекса УРК-5 (1982).
- НИЭР по созданию экспериментального образца многофункционального радиолокатора на быстровращающихся антеннах, обеспечивающего непрерывный обзор пространства, обнаружение, опознавание воздушных целей и точное их сопровождение с высоким темпом обновления информации (1986).

Участвовал в разработке корабельных радиолокационных систем: РЛС сопровождения и управления артустановками универсального калибра «Якорь» (1951), «Турель» (1955); РЛС обнаружения и целеуказания «Ангара» (1959); РЛ системы наведения ЗУР ЗРК «Волна» (1962), «Шторм» (1965).
Автор метода синтеза многофункционального корабельного радиолокатора.
Кандидат (1964), доктор (1989) технических наук. Старший научный сотрудник (1975).

### Сочинения
- Синтез радиолокатора для малого корабля / [Ю. М. Бабкин и др.]; под ред. Ю. М. Бабкина. — М. : изд-во МЭИ, 2004. — 94, [1] с. : ил., табл.; 22 см; ISBN 5-7046-1173-7 : 500
- Синтез многофункционального радиолокатора / Ю. М. Бабкин, В. А. Балагуровский. — Москва : Изд-во МЭИ, 2006. — 108 с. : ил., табл.; 21 см; ISBN 5-7046-0006-9

## Звания и награды
Лауреат Государственной премии СССР (1974). Награждён орденами «Знак Почёта» (1963), Трудового Красного Знамени (1971) и медалями.